# Лёгкие крейсера типа «Дюка д’Аоста»
Лёгкие крейсера́ ти́па «Ду́ка д’Ао́ста» — тип лёгких крейсеров итальянского флота времён Второй мировой войны. Построено два корабля: «Дука д’Аоста» (Emmanuele Filiberto Duca d’Aosta), «Эудженио ди Савойя» (Eugenio di Savoia). Являлись дальнейшим развитием лёгких крейсеров типа «Раймондо Монтекукколи». В военно-морской литературе классифицируются как тип «Кондоттьери D» (Condottieri D). Послужили прототипом для крейсеров типа «Киров».

## Конструкция
В проект крейсеров были внесены изменения направленные на усиление защиты и улучшения мореходности.

### Корпус
Лёгкие крейсера типа «Дука д’Аоста» имели клёпанный корпус с полубаком, который переходил в надстройку на верхней палубе. В целом конструкция была аналогично первым двум сериям крейсеров. Носовая часть получила клиперские очертания с заметным развалом шпагоутов для улучшения мореходности. Полубак имел небольшой подъём к форштевню. Высота межпалубного пространства в середине корпуса составляло 2,25 м. В оконечностях за пределами МКО постепенно повышалось. У форштевня расстояние между 1-й средне и верхней достигало 2,7 м, а у ахтерштевня 2,6 м. Система набора была смешанной (средняя часть по продольной системе, оконечности — по поперечной). 21 водонепроницаемая поперечная переборка делила корпус на 22 отсека. Предполагалось, что корабли смогут выдерживать затопление любых двух смежных отсеков. Поперечная метацентрическая высота при нормальном водоизмещении составляла 1,52 м.

### Главная энергетическая установка
Энергетическая установка состояла из трёх котельных отделений, в которых размещалось шесть 4-коллекторных водотрубных котлов Yarrow с вертикальными пароперегревателями (производительность — по 80 т/ч давлением до 25 кг/см² и температурой до 350°С). В двух машинных отделениях были установлены два трёхкорпусных ГТЗА системы Parsons номинальной мощностью по 55 000 л. с. каждый при 250 об./мин у гребного вала. На корабле были два вспомогательных котла. Проектная скорость при нормальном водоизмещении составила 36,5 узла.
Реальная скорость крейсеров в море составляла около 34 узлов.
Электроэнергетическая установка включала четыре турбогенератора по 160 кВт, установленные попарно в носовом и кормовом машинных отделениях, и два дизель-генератора той же мощности, расположенные в носовом и кормовом отделениях ниже ватерлинии за пределами бронированной цитадели. В силовой электросети использовался постоянный ток напряжением 220 В. Запасы мазута составляли 1635 т, турбинного масла — 70 т, котельной воды — 253 т, питьевой — 59 т.

### Вооружение
Главный калибр корабля составляли четыре 152-мм двухорудийные артиллерийские установки, которые располагались линейно-возвышенно в носовой и кормовой частях корабля. Они отличались мощной баллистикой, имели раздельно-гильзовое заряжание с клиновым горизонтально-скользящим затвором. Боекомплект каждого орудия составлял по 250 выстрелов. Система управления огнём артиллерии главного калибра состояла из центрального автомата стрельбы в центральном артиллерийском посту, командно-дальномерного поста с визиром центральной наводки и двумя 5-метровыми стереодальномерами. Во второй и третьей башнях были дополнительные стереодальномеры с базой 7,2 м и башенные автоматы стрельбы, что давало возможность управлять огнём автономно.
Универсальный калибр был представлен тремя 100-мм спаренными палубными артустановками системы Минизини с боекомплектом 250 выстрелов на ствол (одна была в диаметральной плоскости). У этих установок были полуавтоматическое патронное заряжание и электрические привода наведения, однако по скорости наводки, скорострельности и эффективности этот универсальный калибр уже почти не отвечал требованиям в начале войны. Имелось две группы (правого и левого борта) морских приборов управления артиллерийским зенитным огнём с двумя зенитными автоматами стрельбы и двумя визирно-дальномерными постами с 3-метровыми стереодальномерами.
Малокалиберная зенитная артиллерия корабля располагала четырьмя 37-мм спаренными и восемь 20-мм одноствольными зенитными автоматами фирмы «Breda»: современными, но стрелявшими с наведением только от стандартных оптических и диоптрических прицельных устройств.
Торпедное вооружение было представлено двумя трёхтрубными 533-мм наводящимися торпедными аппаратами: всего было 12 торпед, 6 из которых были в аппаратах и ещё 6 на стеллажах поблизости на надстройке, без боевых зарядных устройств. В ходе войны, однако, от торпед моряки отказались, поскольку хранить их было весьма опасно, а надобность в них не была большой: освободившиеся веса использовались для хранения дополнительного боезапаса зенитных автоматов.
На кораблях были также два бомбомёта и два кормовых бомбосбрасывателя для противолодочных глубинных бомб. В перегруз крейсер принимал на минные дорожки верхней палубы мины заграждения (до 150 штук, в зависимости от образца). На шкафуте крейсера была поворотная катапульта, на которой хранилось два поплавковых гидросамолёта-биплана IMAM Ro.43.

### Бронирование
Броневая цитадель простиралась от 187 до 27 шпангоута (была принята обратная система отчёта шпангоутов, начиная от кормового перпендикуляра), формировалась 70-мм нижним и 20-мм верхним броневыми поясами, 35-мм продольной броневой переборкой (отстояла на 3,5 м от главного броневого пояса) и 20-мм броневой платформой, соединявшей их основания. Дополнительно устанавливались 50-мм носовой и кормовой траверзы, а также 30…35-мм главная броневая и 12…15-мм верхняя палуба и палуба полубака, что было толще чем на британских «Линдерах» и «Саутгемптонах».
Башни главного калибра защищались вертикальной 90-мм броней. Барбеты башен главного калибра выше верхней палубы прикрывались 70-мм броней, ниже уровня верхней палубы прикрывались 45-мм броней, ближе к погребам её толщина уменьшалась до 30 мм. Щиты универсальных 100-мм орудий имели 8-мм защиту. Боевая рубка имела 100-мм вертикальную броню, крыша — 30 мм. Комбинация пояса и отнесённой в глубь переборки обеспечивала хорошую защиту от снарядов с малым замедлением или оснащённых взрывателями мгновенного действия (первыми обычно снабжались полубронебойные снаряды, вторыми — фугасные). У «Condottieri» четвёртой серии вес брони достиг 1700 т или 22 % от стандартного водоизмещения, наконец количество перешло в качество — имелась приличная зона неуязвимости от 152-мм снарядов, хотя и отсутствовала таковая от 203-мм.

## Служба
«Дука д’Аоста» заложен 29 октября 1932 года. Спущен на воду 22 апреля 1934 года. Вошёл в строй 13 июля 1935 года. 6 февраля 1949 передан СССР по результатам раздела итальянского флота. Переименован в «Сталинград», затем в «Керчь» и входил в состав Черноморского флота пока не был исключен из списков 20 февраля 1959 года.
«Эудженио ди Савойя» заложен 6 июля 1933 года. Спущен на воду 16 июня 1935 г. Вошёл в строй 16 января 1936 года. Назван в честь Евгения Савойского. Передан в качестве репараций Греции в июле 1950 года, переименован «Элли II» и находился в составе ВМС Греции до 1973 года.

## Оценка проекта
Кондотьери серии D стали вершиной развития типа крейсеров для борьбы с французскими контроминоносцами. Крейсера серий C и D полностью соответствовали тем задачам для которых были созданы. Бронирование этой и предыдущей серий полностью отвечала задаче защиты от огня 138-мм орудий. Кучность орудий этих четырёх крейсеров, как показала сравнительная статистика боёв, была на уровне британцев.
Но для борьбы с британскими крейсерами горизонтальная защита была недостаточно надёжна, вертикальная у типа «Монтекукколи» сопоставима, а у типа «Аоста» превосходит близких по размеру британские «Линдеры» и «Фиджи», заметно превосходя их по % забронированной ватерлинии. Существуют взгляды основывающиеся на опыте войны в Тихом океане, например Девида Брауна, что вертикальная броня крейсерам вообще не нужна. Но в Средиземноморье было не так, потому что если Тихом океане основными были бронебойные снаряды, то здесь фугасные. Поскольку «Аосты» переползли в разряд 8000-тонников, то для своего водоизмещения были недостаточно вооружены. Но высокая скорость позволяла им перехватывать конвои, ставить наиболее ответственные минные заграждения. Своим активным применением и успехами кондотьеры C и D обязаны прежде всего своей высокой скоростью. Единственным явным недостатком являлось отсутствие у итальянцев артиллерийского радара.
| Сравнительные с аналогами                   | Сравнительные с аналогами                           | Сравнительные с аналогами                                   | Сравнительные с аналогами                          | Сравнительные с аналогами                          | Сравнительные с аналогами                       | Сравнительные с аналогами                                         |
| Основные элементы                           | «Ла Галиссоньер»                                    | «Перт»                                                      | «Раймондо Монтекукколи»                            | «Дюка д’Аоста»                                     | проект 26-бис                                   | «Фиджи»                                                           |
| ------------------------------------------- | --------------------------------------------------- | ----------------------------------------------------------- | -------------------------------------------------- | -------------------------------------------------- | ----------------------------------------------- | ----------------------------------------------------------------- |
| Водоизмещение, стандартное/ полное, т       | 7600/9100                                           | 6980/8965                                                   | 7431/8853                                          | 8317/10 374                                        | 8177/9792                                       | 8530—8735/10 450—11 086                                           |
| Энергетическая установка, л. с.             | 84 000                                              | 72 500                                                      | 106 000                                            | 110 000                                            | 110 000                                         | 72 500                                                            |
| Максимальная скорость, узлов                | 31                                                  | 32,5                                                        | 37                                                 | 36,5                                               | 35                                              | 31,5                                                              |
| Дальность плавания, миль на скорости, узлов | 5500 (18)                                           | 7000 (15)                                                   | 4122 (18)                                          | 3900 (14)                                          | 4880 (17,8)                                     | 6520 (13)                                                         |
| Артиллерия главного калибра                 | 3×3 — 152-мм                                        | 4×2 — 152-мм                                                | 4×2 — 152-мм                                       | 4×2 — 152-мм                                       | 3×3 — 180-мм                                    | 4×3 — 152-мм                                                      |
| Универсальная артиллерия                    | 4×2 — 90-мм                                         | 4×2 — 102-мм                                                | 3×2 — 100-мм                                       | 3×2 — 100-мм                                       | 6×1 — 100-мм                                    | 4×2 — 102-мм                                                      |
| Лёгкая зенитная артиллерия                  | 4×2 — 13,2-мм                                       | 3×4 — 12,7-мм                                               | 4×2 — 37-мм, 4×2 — 13,2-мм                         | 4×2 — 37-мм, 4×2 — 13,2-мм                         | 9×1 — 45-мм/46, 4×1 — 12,7-мм                   | 2×4 — 40-мм, 2×4 — 12,7-мм                                        |
| Торпедное вооружение                        | 2×2 — 550-мм ТА                                     | 2×4 — 533-мм ТА                                             | 2×2 — 533-мм ТА                                    | 2×3 — 533-мм ТА                                    | 2×3 — 533-мм ТА                                 | 4×3 — 533-мм ТА                                                   |
| Бронирование, мм                            | пояс — 105+20, палуба — 38, башни — 100, рубка — 95 | пояс — 76, палуба — 32, башни и барбеты — 25, погреба до 89 | пояс — 60+30, палуба — 30, башни — 70, рубка — 100 | пояс — 70+30, палуба — 35, башни — 90, рубка — 100 | пояс — 70, палуба — 50, башни — 70, рубка — 150 | пояс — 83, палуба — 51, башни — 51, барбеты — 25+25, погреба — 83 |
| Экипаж, чел.                                | 674                                                 | 570                                                         | 648                                                | 694                                                | 897                                             | 733—920                                                           |